# Golden Sun
Golden Sun é um jogo no estilo RPG, da produtora e desenvolvedora japonesa Camelot, parceira da Nintendo. O jogo foi lançado para o Game Boy Advance (ou GBA, como é mais conhecido também), foi lançado em três datas: 1 de Agosto no Japão, 11 de Novembro nos Estados Unidos, estas no ano de 2001; e 22 de Fevereiro de 2002 no Reino Unido. Ele é o primeiro título da série Golden Sun, possuindo uma continuação: Golden Sun: The Lost Age.
O jogo mostra características como os quatro elementos fundamentais que são: água, fogo, ar e terra, intitulando cada personagem como "adepto" de um elemento e também uma característica especial no jogo, os “Djinn”, que são criaturas que podem ser usadas conforme a necessidade e performance no jogo.

## História
A história se inicia com o jovem Isaac em sua casa, um bloco de pedra é arremessado de um vulcão próximo, o monte Aleph, sua mãe e seu pai o acordam e eles devem evacuar sua vila, Vale, enquanto ele sai encontra seu vizinho e amigo Gareth, eles saem em busca de um lugar seguro e encontram Jenna e seu irmão, Félix, nesse desmoronamento, o pai de Isaac morre ao usar toda a sua psinergia (ler abaixo), e os dois amigos, procurando por um lugar seguro, encontram um casal misterioso que os enfrentam e os derrotam cruelmente, eles ficam bem, e três anos depois o arqueólogo e adorador da Alquimia Kraden, os chamam para visitar o santuário do sol que fica próximo ao monte Aleph, depois de irem a fundo no santuário, acabam encontrando um portal ,que os leva a uma sala estranha cheia de água e algumas elevações de terra, aquele era o santuário das estrelas elementais, o berço da Alquimia, Kraden então pede que eles peguem as quatro, porém quando acabaram de pegar três (Júpiter, vênus e mercúrio) aparece o mesmo casal que os enfrentou anos atrás, são revelados seus nomes, ele é Saturos e ela Menardi, dessa vez eles não estão sós, levam como reféns Jenna e Félix, e vemos o terceiro integrante desse grupo, Alex que pede as estrelas elementais, quando Isaac e Gareth entregam as três pedras elementais, toda a água daquela sala desaparece e surge o Grande sábio, com medo que ele fosse uma ameaça todos fogem (menos Isaac e Gareth), o grande sábio pede que os garotos tragam de volta as três estrelas elementais e deixa eles ficarem com a estrela marte.
Quando voltam para Vale uma erupção sentida por todos do continente de Argana acontece, e os heróis saem pelo mundo em uma grande aventura onde encontram aliados que tem sua própria história e missão.

## Psinergia
A Psinergia (em inglês Psynergy)
é um elemento único da série Golden Sun são poderes diversos desencadeados pela mente, geralmente são adquiridos pelo contato com as pedras de Psinergia, mas também pode ser hereditário
Vale:
Em Vale todos são adeptos da Psinergia, pois essa cidade fica próxima ao Monte Aleph, que é abundante em pedras de Psinergia
Outras partes de Weyard:
Fora de Vale, e do alcance do Monte Aleph é raro alguém ter controle da Psinergia, esses são conhecidos como Adeptos.
Adeptos
Os adeptos são aqueles que tem controle da Psinergia, estes são divididos em:
- Adeptos de Mercúrio-os adeptos de mercúrio são regidos pela psinergia da água, tem poderes curativos, controle do gelo

tem o seu poder elevado quando estão próximos do farol mercúrio e da fonte de hermes, tem seu poder reduzido quando estão próximos do farol marte.
- Adeptos de Vênus-os adeptos de Vênus tem seu poder regido pela terra, seus poderes são massivos, seus poderes são elevados quando esta próximos do farol vênus e do farol marte, o poder vênus, tem uma certa conexão com o poder marte, sendo assim, um adepto marte fica forte próximo do farol vênus e vice-versa, seu poder é reduzido quando estão próximos do farol Júpiter
- Adeptos de Marte-os adeptos de marte tem seu poder regido pelo fogo,seus poderes podem ser muitas vezes massivo, mas fácil de se repelir, seu poder se eleva próximo ao farol marte e ao farol vênus, seu poder diminui drasticamente quando está próximo do farol mercúrio.
- Adeptos de júpiter-são os tipos de adeptos mais difíceis de se encontrar, regidos pelo vento, eles tem uma forte conexão com o psíquico, podendo ter poderes como ler mente, revelar, criar tempestades e redemoinhos, seu poder se eleva quando estão próximos do farol júpiter, e diminui quando estão próximo do farol marte.

## Modo de jogo
É um RPG eletrônico, onde o jogador controla uma equipe de 4 personagens, através de um mundo em fantasia, interagindo com outros personagens, enfrentando monstros e constantemente evoluindo os personagens. Embora a maior parte das ações sejam compulsórias, há um mundo aberto e várias pequenas histórias paralelas, que facilitam o progresso na história principal.
A maior parte do tempo fora das batalhas é gasta em dungeons, com quebra-cabeças integrados. Tais quebra-cabeças exigem raciocínio e uso de um conjunto de habilidades dos personagens (como empurrar troncos, congelar ou degelar pilares, liberar trilhos, etc). Essas habilidades utilizam "psynergy", uma energia única que alguns habitantes do planeta possuem (os "adeptos"), cada um com uma especialidade: terra, fogo, ar ou água (adeptos de Vênus, Marte, Júpiter ou Mercúrio, respectivamente.

## Recepção
O site IGN incluiu o jogo na posição de número 59 no ranking dos "100 melhores RPGs de todos os tempos" (Top 100 RPGs of All Time).